# 専門紙
専門紙（せんもんし）とは、特定の産業や業界の話題に特化した記事を掲載している新聞。専門新聞（せんもんしんぶん）や業界紙（ぎょうかいし）とも呼ばれる。対概念は「一般紙」。

## 日本における専門紙
日本における専門紙は、大きく三つに分けられる。読売新聞記者としてマルチメディアの報道に長く従事したマスコミ向け広報の専門家である高橋真人は、三つを下記のように説明している。経済を中心に世事全般を広く扱う「経済紙」、すべての産業分野をカバーし、経済紙に漏れた企業動向を掲載する「産業紙」、もっと細かく、業界内部で働く人々だけを読者層として想定し、業界の詳細情報を掲載する「専門紙」である。経済紙と産業紙は一般紙中心の日本新聞協会加盟社が多く、専門紙は日本専門新聞協会加盟社が多い。ただ、『日本農業新聞』や『日本海事新聞』のように専門紙でありながら日本新聞協会に加盟している場合も稀にある。
各分野における人事、法制、技術、新製品、展示会などのイベント、業界人インタビューなど、業界動向に関する情報が豊富に掲載され、一般的な報道記事は少ないかほとんどない。専門紙は、読者としてその業界に属している人を想定しているので、特化して個人での購読は少なく、法人や事業者による購読比率が高いものが多い（これらは一般的に業界紙と呼ばれる）が、経済紙や産業紙は個人向けに駅売店などでも販売しているケースも多い。最近ではインターネット専業の専門紙も増えている。独自取材というよりは、事実上のプレスリリース転載になっている媒体も少なくない。
発行部数は数百部程度のものから数十万部のものまで様々である。また、発行形態も日刊・隔日刊・週刊・旬刊・月刊、紙面もブランケット判・タブロイド判・B3判・B5判・A4変形など、多岐にわたる。冊子のものは専門雑誌に分類され、多く業界誌と言われるが、その種別は曖昧である。
戦後、数多くの専門紙が出来、そして消えていった。専門紙『日本加工食品新聞』の執筆・編集に長く従事し、編集長を務めた藤沢周平（小菅留治）の回想によれば、昭和30年代に藤沢が初めて勤めた新聞社は社員が極めて少なく、4ページの新聞が刷り上がると社長自ら広告取りをして歩いており、新聞は短期間で消滅したという。大手の日本繊維新聞が2010
年に休刊・破産するなど、専門紙を取り巻く環境は厳しさを増している。
通常は経済若しくはビジネスに関する記事を中心に掲載している新聞を指すが、広義に於いては小・中学生新聞や英字新聞、スポーツ新聞、予想紙などを含む。また、政党、労働組合、職能団体、人権団体、環境団体、文化団体、宗教団体などの機関紙も専門紙に含める事がある。

### 経済紙
ビジネス（経済）全般に関する話題を広く扱う新聞。産業情報紙とも呼ばれる（日本経済新聞は購読者数の多さ・紙面の内容から一般紙として扱われる事が殆どである）。
- 日本経済新聞（日本経済新聞社）
- 中部経済新聞（中部経済新聞社）

### 産業紙
すべての産業分野をカバーし、経済紙に漏れた企業動向を掲載する新聞。日経産業、日経MJは経済紙の日本経済新聞、専門紙の日経金融新聞（現・日経ヴェリタス）と合わせて日経4紙と呼ばれている。
- 日経産業新聞（日本経済新聞社）
- 日経MJ（同上）
- フジサンケイ ビジネスアイ（産業経済新聞社）
- 日刊工業新聞（日刊工業新聞社）
- 財経新聞（財経新聞社）ベンチャー・中小企業の企業動向を主に報じている。Web専業。

### 業界紙
特定業種の記事に特化した新聞。業界新聞とも呼ばれる。単に専門紙と言った場合は業界紙を指す場合が多い。多くは一業種一紙。

#### マーケット・金融・投資
証券専門紙も参照されたい。
- 日経金融新聞（休刊）→日経ヴェリタス（日本経済新聞社）
- 日本証券新聞（日本証券新聞社）
- 株式新聞（モーニングスター） web専業
- 金融経済新聞（金融経済新聞社） ※詳細は証券専門紙を参照。
- ニッキン（日本金融通信社）[3]
- 産業金融新聞（産業金融新聞社）[4]
- 経済産業新報（経済産業新報社）[5]
- 金融ファクシミリ新聞（金融ファクシミリ新聞社）

#### 保険
- 保険毎日新聞（保険毎日新聞社）
- 新日本保険新聞 （新日本保険新聞）
- 保険銀行日報 （保険銀行日報社）
- インシュアランス（保険研究所）

#### 労働・人権
- 連合通信（機関紙連合通信社）
- レイバーネット（レイバーネット日本）
- 人民新聞（人民新聞社）

#### 税務
- 週刊税務通信（税務研究会）
- 納税通信（エヌピー通信社）
- 税理士新聞（同上）
- 週刊税のしるべ（大蔵財務協会）
- 税と経営（税経）

#### 農林漁業
- 日本農業新聞（日本農業新聞）
- 全国農業新聞（全国農業会議所）
- 農業共済新聞（全国農業共済協会）
- 日本農民新聞（日本農民新聞社）
- 食肉通信（食肉通信社）
- 米穀商業新聞（全国米穀販売事業共済協同組合）
- 米穀新聞
- 酪農経済通信
- 酪農乳業速報
- 全酪新報（全国酪農協会）
- 食肉通信
- 農経しんぽう
- 農村ニュース（国際農業社）
- 農機新聞（新農林社）
- 農業協同組合新聞（社団法人農協協会）
- 林材新聞（林材新聞社）
- 日刊木材新聞（日刊木材新聞社）
- 林経新聞（林経新聞社）
- 林業新聞（林業新聞社）
- みなと新聞（みなと山口合同新聞社）
- 日刊水産経済新聞（水産経済新聞社）
- 水産タイムス（水産タイムス社）
- 日刊水産通信（水産通信社）
- 日刊シーフーズ・ニュース（水産通信社）
- 水産新聞（水産新聞社）
- 日本種苗新聞（日本種苗新聞）

#### 電機・通信
- 日刊電波新聞（電波新聞社）
- 通信興業新聞（通信興業新聞社）
- 電経新聞（電経新聞社）
- 週刊BCN（BCN）

#### 新聞・出版
- 新聞通信（新聞通信社） - マスコミ業界の専門紙
- 新聞展望（新聞展望社） - マスコミ業界の専門紙
- 新文化（新文化通信社）
- 文化通信（文化通信社） - マスコミ業界の専門紙
- 出版ニュース（出版ニュース社） - 出版業界の専門紙
- 全国書店新聞 - 書店業界の専門紙

#### 鉱工業
- 日刊鉄鋼新聞（鉄鋼新聞社）
- 日刊産業新聞（産業新聞社）
- 石油通信（石油通信社）

#### 海運
- 日本海事新聞（日本海事新聞社）
- 日刊海事通信（日刊海事通信社）＊廃刊
- Shipping and Trade News（東京ニュース通信社）
- 日刊海事プレス（海事プレス社）

#### 繊維
- 繊研新聞（繊研新聞社）
- 繊維ニュース（ダイセン）
- 日本繊維新聞（日本繊維新聞社）（2010年休刊）
- センイ・ジヤァナル（センイ・ジヤァナル）（2011年廃刊）

#### 交通・自動車
- 日刊交通新報（交通新報社）
- 交通新聞（交通新聞社）
- 日刊自動車新聞（日刊自動車新聞社）
- 東京交通新聞（東京交通新聞社）
- 自動車新聞（自動車新聞社）
- 京都自動車新聞（京都自動車新聞社）
- 二輪車新聞（二輪車新聞社）
- 自動車タイヤ新聞（自動車春秋社）
- 交通毎日新聞（交通毎日新聞社）＊廃刊

#### 運輸
- 輸送経済（輸送経済新聞社）
- カーゴニュース（カーゴ・ジャパン）
- 物流ニッポン（物流ニッポン新聞社）
- Daily Cargo（海事プレス社）

#### 化学・薬剤
- 化学工業日報（化学工業日報社）
- 薬事日報（薬事日報社）
- 薬局新聞（薬局新聞社）
- 週刊粧業（週刊粧業）
- 健康産業新聞（CMPジャパン）
- 日刊薬業（じほう）
- 日本商業新聞（日本商業新聞新聞社）

#### 食品
- 日本食糧新聞（日本食糧新聞社）
- 食品化学新聞（食品化学新聞社）
- 帝飲食糧新聞（帝国飲食料新聞社）
- 食品産業しんぶん（食品産業新聞社）
- 冷凍食品新聞（冷凍食品新聞社）
- 日本加工食品新聞（日本食品経済社） - 藤沢周平（小菅留治）が編集長を長く務める。現在廃刊。
- 食品新聞
- 食品産業新聞
- 日本パン菓新聞
- 食料酪界新聞
- 麺業新聞（麺業新聞社）- 1959年創刊[6]

#### 電気・ガス・水道
- 電気新聞（日本電気協会新聞部）
- ガスエネルギー新聞（ガスエネルギー新聞）
- プロパン新聞（産業報道出版）
- 日本水道新聞（日本水道新聞社）
- 水道産業新聞（水道産業新聞社）

#### 建設
- 日刊建設工業新聞（日刊建設工業新聞社）
- 建設通信新聞（日刊建設通信新聞社）
- 建通新聞（建通新聞社）
- 建設ニュース（株式会社建設ニュース）
- 北海道建設新聞（北海道建設新聞社）
- 新建新聞（新建新聞社）
- 建設産業新聞（日刊建設産業新聞社、2021年3月廃刊[7]）

#### 不動産
- 日刊不動産経済通信（不動産経済研究所）
- 不動産経済ファンドレビュー（不動産経済研究所）

#### 住宅
- 住宅産業新聞（住宅産業新聞社）
- 住宅新報（住宅新報社）
- 週刊住宅（週刊住宅タイムズ）
- マンション管理新聞（マンション管理新聞社）
- 全国賃貸住宅新聞（全国賃貸住宅新聞社）

#### 医療・衛生・福祉
- 日本歯科新聞（日本歯科新聞社）
- 全国保険医新聞（全国保険医団体連合会）
- 薬事日報（薬事日報社）
- 薬事ニュース（薬事ニュース社）
- 福祉新聞（福祉新聞社）
- シルバー新報（環境新聞社）
- 介護新聞・北海道医療新聞（北海道医療新聞社）

#### 教育
- 日本教育新聞（日本教育新聞社）
- 教育新聞（教育新聞社）
- 教育家庭新聞（教育家庭新聞社）

#### 製紙
- 板紙・段ボール新聞
- 段ボール事報

#### 環境
- エコチル
- 環境新聞（環境新聞社）

#### 自営業・中小企業
- 全国商工新聞（全国商工団体連合会） - 特定の業種ではなく、自営業・中小企業全般を対象としている。

#### 観光
- 旬刊旅行新聞（旅行新聞新社）
- 観光経済新聞（観光経済新聞社）

### スポーツ紙

#### サッカー
- エル・ゴラッソ（株式会社スクワッド）

### 政党紙・宗教紙
政党や宗教団体が発行する新聞。

### 子供向け新聞
小・中学生を対象とした新聞。
- 朝日小学生新聞（朝日学生新聞社）
- 朝日中高生新聞（同上）
- 毎日小学生新聞（毎日新聞社）
- 読売KODOMO新聞（読売新聞社）
- 小学生文化新聞（聖教新聞社）
- 中学生文化新聞（同上）

### 外国語新聞
英語などで書かれた新聞。通信社の英文記事に加え、ザ・デイリー読売は読売新聞の記事の英訳、ジャパンタイムズは英語で書き起こされた記事からなる。

#### 英字新聞
日本初の英字新聞は、1861年創刊の「ナガサキ・シッピング・リスト・アンド・アドバタイザー」とされる。同年10月までに28号を発行したのち廃刊し、同じ発行者により、同年11月から横浜外国人居留地で横浜初の英字新聞「ジャパン･ヘラルド(The Japan Herald)」が創刊。日本人による最初の英字新聞は頭本元貞主筆で1897年に創刊したジャパンタイムズ。
日刊紙
- The Japan Times（ジャパンタイムズ）
- The Japan News（読売新聞社、旧称「デイリー・ヨミウリ」）
- International Herald Tribune/The Asahi Shimbun（朝日新聞社）※廃刊
- Mainichi Daily News（毎日新聞社）※廃刊

週刊紙
- The Japan Times Weekly（ジャパンタイムズ）
- Weekly ST（同上、旧称「スチューデント・タイムズ」）
- Asahi Weekly（朝日新聞社）
- MAINICHI Weekly（毎日新聞社）
- THE NIKKEI WEEKLY（日本経済新聞社）※廃刊
- Nikkei Asian Review（同上）
- Japan Press Weekly（ジャパンプレスサービス）

## アメリカにおける専門紙

### 政治
- ポリティコ - 政治専門紙
- ザ・ヒル（The Hill） - 議会専門紙

### 経済
- ウォール・ストリート・ジャーナル
- インサイドUSトレード

### 軍事
- ディフェンス・ニューズ

## イギリスにおける専門紙

### 経済
- フィナンシャル・タイムズ

### 教育
- タイムズ・ハイヤー・エデュケーション

### 広告
- パブリック・アドヴァタイザー

## 中国における専門紙

### 経済
- 経済日報

### 財政
- 中国財政報